# King Solomon Hill
King Solomon Hill (укр. Кінг Соломон Хілл) — псевдонім маловідомого за життя блюзмена, який записав у 1932 році декілька треків для компанії Paramount незадовго до банкрутства цієї компанії у розпал Великої депресії і був декілька разів виданий невеликим тиражем (самою Paramount, яка власне і присвоїла записаному музиканту такий псевдонім, вочевидь без його відома, за назвою християнської комуни King Solomon Hill яку він вказав своєю адресою; компанією Champion; і компанією Crown яка видала платівку під псевдонімом «Down South Boys»), який був швидко розкуплений.  В наш час записи цього блюзмена, завдяки його феноменально драматичному вокалу, посиленому унікально складною напруженою технікою гри на акустичній гітарі, вважаються любителями та дослідниками  довоєнного блюзу однією з вершин цього жанру.  
Після ряду досліджень проведених у 1960-х і далі, цей виконавець був ідентифікований найбільш ймовірно як дехто Джо Холмс (1897—1949?), були знайдені поодинокі сучасники, які начебто  знали та  пам'ятали  його особисто, і змогли надати  певну інформацію про нього; однак мізерна кількість цієї інформації, та вкрай обмежена кількість самого записаного ним матеріалу, все одно роблять його однією з найзагадковіших постатей в історії блюзового жанру.
Збереглося дуже мало оригінальних  платівок цього музиканта, і одне з оригінальних видань Paramount № 13125 (запис пісень  «My Buddy Blind Papa Lemon» та  «Times Has Done Got Hard», які вважалися незворотно втраченими), було знайдено в єдиному екземплярі лише у 2002 році (і пізніше ще один екземпляр був знайдений у 2015 році)

## Історія дослідження особистості
Вперше про Кінга Соломона Хілла написав дослідник Самюель Чартерс у книзі The Country Blues, в 1959 році, зробивши припущення, що це виконавець, відомий як Big Joe Williams, причому той збрехавши підтвердив це припущення. Однак Чартерс зазначав що це твердження не є точним, і викликає сумніви, оскільки стиль цих виконавців все-таки істотно відрізнявся. Пізніше цей же дослідник відкинувши першу версію припустив що насправді Кінг Соломон Хілл є виконавцем відомим як Crying Sam Collins (1887—1949), базуючи це припущення на певній схожості використання цими двома музикантами техніки гри слайдом. Але це теж було очевидно слабке і малоймовірне припущення зокрема тому, що в цих виконавців абсолютно різний вокал.
Достовірну ідентифікацію провів у 1960-х роках дослідник Гайл Дін Уордлоу (Gayle Dean Wardlow). Виходячи з припущення про те що сільські музиканти 1920 х-30 х часто вказували на географічні данні в текстах своїх пісень, він зміг зробити певні припущення про ймовірний район проживання музиканта, детально проаналізувавши текст пісні «The Gone Dead Train». Поїхавши в той регіон, він опитуючи місцевих жителів, і прокручуючи їм записи Кінга Соломона Хілла (яких на той час було відомо 4 з 8), зрештою вийшов на його родичів, а саме дядька, та вдову, які повідомили справжнє ім'я виконавця — Джо Холмс і надали про нього біографічні данні. Результати цього дослідження викликали шквал критики та скепсису з боку інших дослідників, однак Гайл Дін Уордлоу зумів знайти ще декількох респондентів — музиканта який грав з Джо Холмсом, дружину менеджера компанії Paramount який записував цього виконавця, і ще кількох інших людей; після чого питання загалом було закритим, і з результатами такого дослідження більшість істориків погодилася.
З усім тим, в окремих ентузіастів історії раннього блюзу дотепер зберігається скептицизм щодо точних відомостей про особистість цього музиканта, зокрема тому, що не було знайдено жодних відомостей про дату його смерті, і місце поховання (що дає змогу припускати що дата 1949 неточна, і можливо музикант помер раніше, протягом 1940-х).
Фактично дослідження Гайла Діна Уордлоу, дотепер є єдиними ґрунтовними дослідженнями щодо життя цього виконавця, і інші біографічні довідники в основному передруковують стислий переказ матеріалу зібраного даним дослідником.

## Біографія
Джо Холмс народився поблизу міста Маккомб, штат Міссісіпі, у 1897 році. В 1915 році він переїхав з братом  у північну Луїзіану в місто Сіблі, де одружився з Робертою Аллумс. За її словами вже на той час він грав на гітарі. На новому місці в нього не вдалося закріпитися, оскільки він ніде не міг знайти роботу, і нічого не вмів, окрім виконання музики. У 1920 році він повернувся у Маккомб з дружиною і дитиною. Там він грав з тим самим  Семом Коллінзом в якого і перейняв техніку гри слайдом (в інтерв'ю Уордлоу Роберта впізнала Сема Коллінза по рекламному малюнку зробленому  компанією  платівок «Black Patti Records» як людину з якою часто виступав у місцевих клубах її покійний чоловік). Пізніше Роберта з дитиною повернулись у Сіблі, а Джо продовжив свою музичну кар'єру, ведучи бродячий спосіб життя, інколи приїжджаючи до сім'ї підтримуючи її матеріально. Подорожуючи Луїзіаною і сусідніми штатами він виступав з музикантом на ім'я Джордж Янг. Важливим етапом в цей період було знайомство Джо Холмса  у 1928 році зі знаменитим техаським  блюзменом Блайнд Лемон Джеферсоном. Цей сліпий виконавець часто їздив у гастролі і ймовірно користувався послугами інших музикантів як  водіїв і охоронців. Відомо що Джо Холмс був фанатом Блайнда Лемона Джеферсона, мав колекцію майже всіх його платівок. Пісня Холмса  «My Buddy Papa Lemon» присвячена пам'яті цього музиканта який помер у 1929 році. Надалі Холмс  виступав з  Уіллардом Томасом відомим  як  Ramblin Tomas — також успішним виконавцем того часу, що залишив достатньо велику кількість записів у 1930-х років. В кінці 1930-х та 1940-х роках музикант мав вже слабке здоров'я і як вважається перестав гастролювати, але існує твердження що якісь люди з різних населених пунктів поруч із містом Сіблі спеціально приїжджали, щоб його послухати наживо.
Про особистість Джо Холмса поза музичною карєрою відомо мало. Не збереглося жодного достовірного фотознімку (в інтернеті поширений один фотознімок, але доведено що він належіть іншій людині) або ще якихось документів пов'язаних з ним. Його описували як світло-коричневошкірого чоловіка, невеликого зросту. На відміну від інших виконавців того часу, що зазвичай мали широкий репертуар пісень різних популярних жанрів для універсального виконання і виступу в різних клубах, або на вулицях міст, Холмс  грав майже виключно тільки блюз, не виконував релігійних пісень, дуже багато пив, постійно курив, і, як вважається, помер у 1949, або можливо кількома роками раніше, від  крововиливу у мозок (але достовірних документальних підтверджень цьому твердженню не існує).
На запис у компанію Paramount Холмса запросили після одного з концертів у місті Мінден (за іншою, менш ймовірною версією, менеджер компанії зустрів музиканта просто випадково десь у дорозі). Після деяких вагань, музикант зважився поїхати на сесію звукозапису в місто Графтон (штат Вісконсін) у компанії з ще декількох музикантів. Вважається що запис відбувся у січні 1932 року, але за спогадами Роберти Алуммс це було скоріше весною 1932.
Після запису, Холмс не дочекавшись офіційного виходу платівок, повернувся додому з тестовим накладом записів без лейблу (через що його знайомі вважали, ніби він записав свої пісні приватно, а не для продажу, і не вірили, що це «справжні платівки»). У 1932 році в розпал Великої Депресії компанія Paramount вже мала величезні проблеми, вони видали записаний матеріал під ім'ям King Solomon Hill прийнявши самостійно таке рішення і використовуючи для такого дивного псевдоніма назву церкви, що знаходилася неподалік вказаної музикантом адреси проживання. Попри масштабну фінансову кризу, видані платівки дуже гарно і швидко розкупили, що пізніше надихнуло кілька дрібних кампаній перевидати ці платівки вочевидь по ліцензії на той час вже збанкрутілого і закритого Paramount-a у 1935/6 році.

## Творчість
Джо Холмс еклектично поєднував стилі всіх відомих музикантів з якими грав. Він поєднував шумну та брудну слайдову техніку Сема Коллінза (Crying Sam Collins) (якого особисто вважав найкращім музикантом з усіх кого знав), з філігранною грою по окремих струнах, як у Блайнда Лемона Джеферсона. Судячи з існуючих записів він грав похмурий одно-акордний блюз у відкритому строї (відкритий акорд D та відкритий акорд C (на одній з версій пісні Down On My Bended Knee)). Використовував зазвичай фальцет, але не виключно його. 4 його пісні побудовані в принципі на одній і тій самій мелодії («Whoopee Blues», «Down On My Bended Knee», «Times Has Done Got Hard» та «The Gone Dead Train»), але відрізняються одна від одної темпом та нюансами аранжування, пісня «Tell Me Baby» має дещо іншу структуру — більш повільна і зосереджена на самій мелодії, і пісня «My Buddy Blind Papa Lemon» — можливо найкраща з усіх, — має кардинально іншу мелодію, швидкий темп, з захоплюючою динамікою. Тематика його пісень торкалася загальноприйнятих для блюзу тем таких як любовна лірика («Tell Me Baby», «Down On My Bended Knee»); страх і відчай людини що змушена постійно покидати рідну домівку (пісня «The Gone Dead Train» може бути розглянута і як буквально пісня про поїзд який нікуди не їде, так і як похмура метафора); складнощі фінансового становища викликані Великою Депресією (пісня «Times Has Done Got Hard»). Окремо можна розглядати тематику пісні «My Buddy Blind Papa Lemon» — присвячену роздумам про смерть Блайнда Лемона Джеферсона; та пісню «Whoopee Blues» яка описує марення засліпленого ревнощами чоловіка до невірної дружини. Як і більшість інших блюзових текстів написаних зазвичай сільськими музикантами, тексти Джо Холмса в цілому досить прості, і багато в чому повторюють тексти інших виконавців, але при цьому відмічені його особистим специфічним депресивно-трагічним доволі оригінальним фразуванням.

## Значення
Біографію Джо Холмса, долю його записів, історію дослідження його особистості, та саму його творчість, можна вважати одним з найяскравіших прикладів того, що довоєнний період історії блюзу містить в собі багато інтригуючих таємниць, які приховують важливі ранні етапи формування подальшої популярної музики XX сторіччя, та маловідомих талановитих виконавців того часу.

## Повна дискографія
- Paramount 13116 («Whoopee Blues» (take1) / «Down On My Bended Knee» (take1)) (сильно пошкоджений запис з цієї платівки доступний лише в дуже поганій якості)
- Paramount 13116 / Crown 3325 («Whoopee Blues» (take2) / «Down On My Bended Knee» (take2))
- Paramount 13125 («My Buddy Blind Papa Lemon» /  «Times Has Done Got Hard») (відомо два екземпляри цієї платівки, знайдені в 2002 і 2015 році)
- Paramount 13129 / Champion 50022 («The Gone Dead Train» / «Tell Me Baby»)